# Юная мисс США 2000
Юная Мисс США 2000 (англ. Miss Teen USA 2000) — 18-й национальный конкурс красоты, проводился в Hirsch Memorial Coliseum, Шривпорт, Луизиана. Победительницей стала Джиллиан Парри, представлявшая штат Пенсильвания.
Ведущим вечера стал Брайан МакФайден с комментаторами Эли Ландри и Джули Моран. Эли Ландри участница конкурсов красоты «Юная Мисс Луизиана 1990», «Мисс Луизиана 1996» и Мисс США 1996. Полуфиналистка Юная Мисс США 1990.
Выступали — Рэйчел Лампа, 98 Degrees и Westlife.

## Город проведения
Конкурс красоты проводился в Шривпорт, штат Луизиана третий год подряд. По итогам мероприятия, официальные лица сообщили, что конкурс красоты в четвёртый раз не будет проводиться, т.к. была дезорганизация в организации Мисс Вселенной и город потерял в сумме $70,000.

## Результат

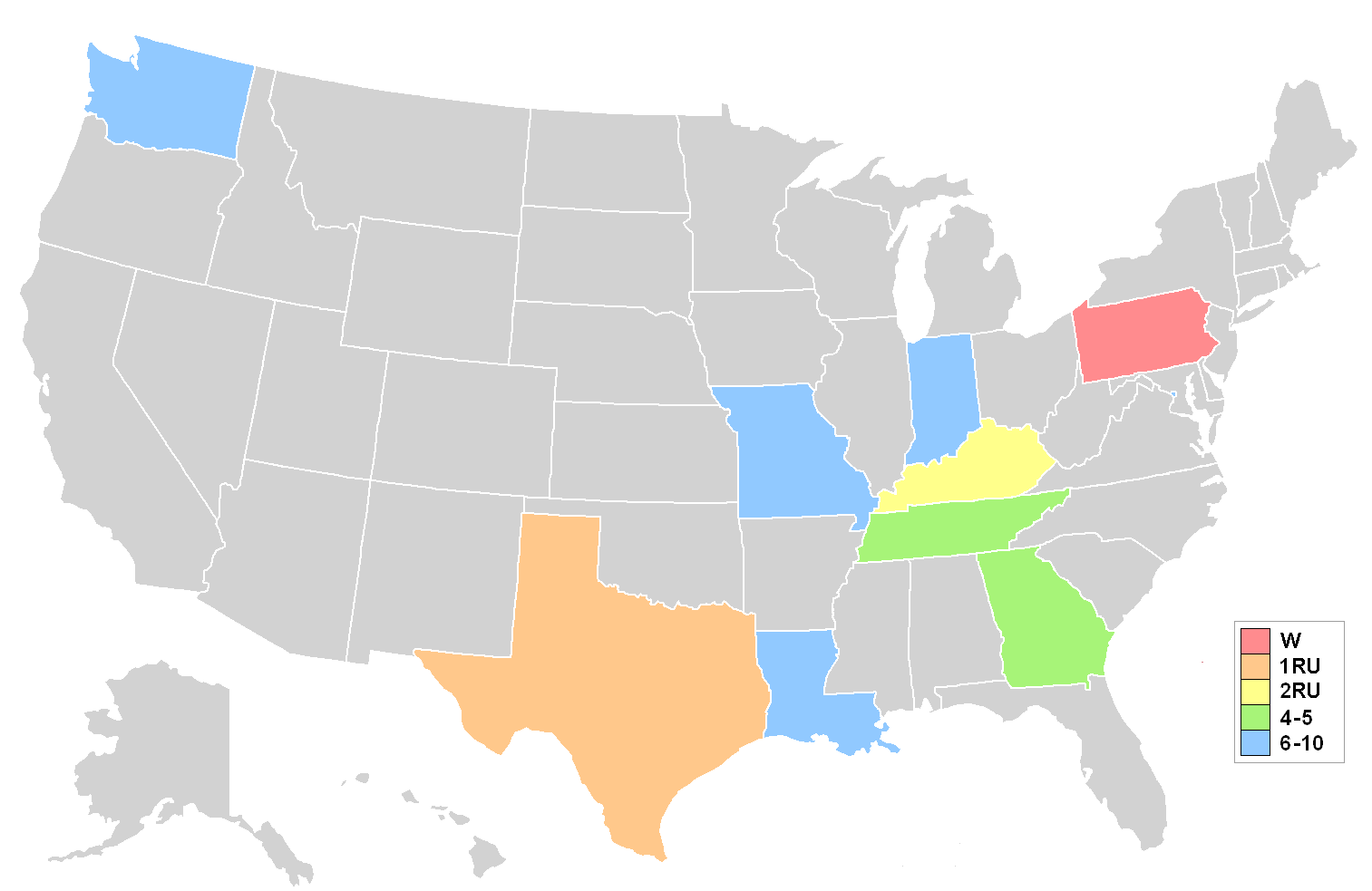
Штаты финалистки конкурса красоты Юная Мисс США 2000

### Места
| Итоговый результат | Участница |
| ------------------ | --- |
| Юная Мисс США 2000 | - Пенсильвания — Джиллиан Парри |
| 1-я Вице Мисс      | - Техас — Николь О'Брайан |
| 2-я Вице Мисс      | - Кентукки — Кристен Джонсон |
| Топ 5              | - Теннесси — Кейси Портер - Джорджия — Эбби Вэйллэнкорт                                                                                     |
| Топ 10             | - Луизиана — Нина Моч - Вашингтон — Меган Манро - Вашингтон (округ Колумбия) — Тиара Дьюс - Индиана — Кира Буг - Миссури — Кэйтлин МакИнтош |

### Специальные награды
| Награда                 | Участница                    |
| ----------------------- | ---------------------------- |
| Мисс Конгениальность    | - Айдахо — Шари Шорт         |
| Мисс Фотогеничность     | - Кентукки — Кристен Джонсон |
| Стиль                   | - Джорджия — Эбби Вайланкур  |
| Лучший купальный костюм | - Техас — Николь О'Брайан    |

### Баллы
| \| Штат \| Купальный костюм \| Вечернее платье \| Средний балл \| Финалистки \| \| -------------------------- \| ---------------- \| --------------- \| ------------ \| ---------- \| \| Пенсильвания \| 9.26(2) \| 9.39(1) \| 9.33(2) \| 9.43(2) \| \| Техас \| 9.34(1) \| 9.33(2) \| 9.34(1) \| 9.37(3) \| \| Кентукки \| 9.07(5) \| 9.26(4) \| 9.17(5) \| 9.54(1) \| \| Теннесси \| 9.26(2) \| 9.26(4) \| 9.26(3) \| 9.22(4) \| \| Джорджия \| 9.14(4) \| 9.37(2) \| 9.26(3) \| 9.14(5) \| \| Луизиана \| 9.05(6) \| 9.04(8) \| 9.05(6) \| \| \| Вашингтон \| 8.90(7) \| 9.11(6) \| 9.01(7) \| \| \| Вашингтон (округ Колумбия) \| 8.77(9) \| 9.08(7) \| 8.93(8) \| \| \| Индиана \| 8.82(8) \| 8.88(10) \| 8.85(9) \| \| \| Миссури \| 8.72(10) \| 8.90(9) \| 8.81(10) \| \| | Победительница 1-я Вице Мисс 2-я Вице Мисс Пять финалисток |                 |              |            |
| Штат | Купальный костюм                                           | Вечернее платье | Средний балл | Финалистки |
| Пенсильвания | 9.26(2)                                                    | 9.39(1)         | 9.33(2)      | 9.43(2)    |
| Техас | 9.34(1)                                                    | 9.33(2)         | 9.34(1)      | 9.37(3)    |
| Кентукки | 9.07(5)                                                    | 9.26(4)         | 9.17(5)      | 9.54(1)    |
| Теннесси | 9.26(2)                                                    | 9.26(4)         | 9.26(3)      | 9.22(4)    |
| Джорджия | 9.14(4)                                                    | 9.37(2)         | 9.26(3)      | 9.14(5)    |
| Луизиана | 9.05(6)                                                    | 9.04(8)         | 9.05(6)      |            |
| Вашингтон | 8.90(7)                                                    | 9.11(6)         | 9.01(7)      |            |
| Вашингтон (округ Колумбия) | 8.77(9)                                                    | 9.08(7)         | 8.93(8)      |            |
| Индиана | 8.82(8)                                                    | 8.88(10)        | 8.85(9)      |            |
| Миссури | 8.72(10)                                                   | 8.90(9)         | 8.81(10)     |            |

## Участницы
| - Айдахо — Шари Линн Шорт - Айова — Дженнифер Эллисон - Алабама — Алексис Доллар - Аляска — Кристин Олейничак - Аризона — Сара Уилкинс - Арканзас — Паула Тейлор - Вайоминг — Кристин Джордж - Вашингтон — Меган Манро - Вермонт — Йоханна Велуччи - Виргиния — Дженнифер Хоукинс - Висконсин — Эрика Густафссон - Гавайи — Лорен Мэдден - Делавэр — Кэрри Эйкен - Джорджия — Эбби Вайанкур - Западная Виргиния — Джиннин Бэрон - Иллинойс — Кимберли Уильямсон - Индиана — Кера Буг - Калифорния — Александра Томпсон - Канзас — Сара Джамп - Кентукки — Кристен Джонсон - Колорадо — Шеннон Херндон - Коннектикут — Лиза ДеЛео - Луизиана — Нина Моч - Массачусетс — Моника Джонс - Миннесота — Дженнифер Джонс | - Миссисипи — Дженнифер Дьюк - Миссури — Кэйтлин МакИнтош - Мичиган — Кайли Лин Рью - Монтана — Рене Скоган - Мэн — Эшли Линн Марбл - Мэриленд — Ниамби Пауэлл - Небраска — Эми Вайгерт - Невада — Мелисса Дэвис - Нью-Гэмпшир — Кристен О’Нилл - Нью-Джерси — Ульрика Удани - Нью-Мексико — Рэлин Агилар - Нью-Йорк — Тина Каскиани - Огайо — Сара Томпсон - Оклахома — Кристен Вон - Вашингтон (округ Колумбия) — Тиара Дьюс - Орегон — Кари Вирдин - Пенсильвания — Джиллиан Парри - Род-Айленд — Сиенна Лин Пиччоне - Северная Дакота — Эми Кинсок - Северная Каролина — Челси Кули - Теннесси — Кейси Портер - Техас — Николь О’Брайн - Флорида — Томми Албрайт - Южная Каролина — Морган Смит - Южная Дакота — Николь Брокхофт - Юта — Хэзер Краузер |

## Судьи
- Тара Дакидес[англ.]
- Рамона Грей
- Уильям Макнамара
- Верн Тройер
- Уилмер Вальдеррама

## Примечание
1. ↑  Cities may not seek pageant. The Baton Rouge Advocate. 1 сентября 2000.